# Власково (бывшая Букровская волость)
Власково — деревня в Великолукском районе Псковской области России. Входит в состав сельского поселения «Шелковская волость».

## География
Расположена на северо-востоке района, на правом берегу реки Рубежница, в 45 км к северо-востоку от центра города Великие Луки и в 5 км к северу от волостного центра Букрово-2.

## История
До 2014 года входила в состав сельского поселения «Букровская волость». Законом Псковской области от 10 декабря 2014 года № 1465-ОЗ, муниципальные образования «Черпесская волость», «Марьинская волость», «Букровская волость» и «Шелковская волость» были объединены в муниципальное образование «Шелковская волость» с административным центром в деревне Шелково.

## Население
| 2001 | 2002 | 2010 |
| ---- | ---- | ---- |
| 10   | ↘1   | ↗7   |